# Platycnemis sanguinipes
Platycnemis sanguinipes är en trollsländeart som beskrevs av Schmidt 1951. Platycnemis sanguinipes ingår i släktet Platycnemis och familjen flodflicksländor. Inga underarter finns listade i Catalogue of Life.